# Акула Парина
Акула Парина, или маллисквама Парина (лат. Mollisquama parini) — вид акул из семейства далатиевых, один из двух в роде маллисквам (Mollisquama). Эти малоизученные акулы известны всего по одной особи, обнаруженной в юго-восточной части Тихого океана. Голотип представляет собой взрослую самку длиной 40 см, пойманную 15 октября 1979 года на подводном хребте Наска у северного побережья Чили, 21°32' ю. ш. и 81°38' з. д., на глубине 330 м научно-промысловым судном «Ихтиандр».
Видовое название дано в честь советского и российского ихтиолога Николая Васильевича Парина. Данных для оценки Международным союзом охраны природы статуса сохранности вида недостаточно.